# 133782 Saraknutson
133782 Saraknutson è un asteroide della fascia principale. Scoperto nel 2003, presenta un'orbita caratterizzata da un semiasse maggiore pari a 2,6348385 UA e da un'eccentricità di 0,0807178, inclinata di 14,12474° rispetto all'eclittica.